# Arvert
Arvert és un municipi francès situat al departament del Charente Marítim i a la regió de la Nova Aquitània. L'any 2007 tenia 3.069 habitants.

## Demografia

### Població
El 2007 la població de fet d'Arvert era de 3.069 persones. Hi havia 1.297 famílies de les quals 343 eren unipersonals (121 homes vivint sols i 222 dones vivint soles), 510 parelles sense fills, 363 parelles amb fills i 81 famílies monoparentals amb fills.
La població ha evolucionat segons el següent gràfic:
Habitants censats

### Habitatges
El 2007 hi havia 1.774 habitatges, 1.334 eren l'habitatge principal de la família, 333 eren segones residències i 106 estaven desocupats. 1.614 eren cases i 111 eren apartaments. Dels 1.334 habitatges principals, 1.067 estaven ocupats pels seus propietaris, 237 estaven llogats i ocupats pels llogaters i 30 estaven cedits a títol gratuït; 12 tenien una cambra, 76 en tenien dues, 259 en tenien tres, 438 en tenien quatre i 549 en tenien cinc o més. 1.018 habitatges disposaven pel capbaix d'una plaça de pàrquing. A 673 habitatges hi havia un automòbil i a 530 n'hi havia dos o més.

### Piràmide de població
La piràmide de població per edats i sexe el 2009 era:
| Homes | Edats   | Dones |
| ----- | ------- | ----- |
| 0     | 95 o +  | 0     |
| 0     | 90 a 94 | 16    |
| 32    | 85 a 89 | 56    |
| 20    | 80 a 84 | 36    |
| 44    | 75 a 79 | 68    |
| 76    | 70 a 74 | 72    |
| 104   | 65 a 69 | 116   |
| 104   | 60 a 64 | 88    |
| 84    | 55 a 59 | 72    |
| 108   | 50 a 54 | 112   |
| 52    | 45 a 49 | 100   |
| 120   | 40 a 44 | 104   |
| 104   | 35 a 39 | 108   |
| 96    | 30 a 34 | 72    |
| 72    | 25 a 29 | 60    |
| 76    | 20 a 24 | 68    |
| 68    | 15 a 19 | 112   |
| 100   | 10 a 14 | 84    |
| 48    | 5 a 9   | 84    |
| 68    | 0 a 4   | 60    |

## Economia
El 2007 la població en edat de treballar era de 1.788 persones, 1.230 eren actives i 558 eren inactives. De les 1.230 persones actives 1.074 estaven ocupades (571 homes i 503 dones) i 157 estaven aturades (61 homes i 96 dones). De les 558 persones inactives 254 estaven jubilades, 106 estaven estudiant i 198 estaven classificades com a «altres inactius».

### Ingressos
El 2009 a Arvert hi havia 1.402 unitats fiscals que integraven 3.204 persones, la mediana anual d'ingressos fiscals per persona era de 16.149 €.

### Activitats econòmiques
Dels 164 establiments que hi havia el 2007, 3 eren d'empreses alimentàries, 8 d'empreses de fabricació d'altres productes industrials, 48 d'empreses de construcció, 47 d'empreses de comerç i reparació d'automòbils, 4 d'empreses de transport, 13 d'empreses d'hostatgeria i restauració, 2 d'empreses financeres, 8 d'empreses immobiliàries, 12 d'empreses de serveis, 11 d'entitats de l'administració pública i 8 d'empreses classificades com a «altres activitats de serveis».
Dels 71 establiments de servei als particulars que hi havia el 2009, 1 era una oficina de correu, 1 funerària, 8 tallers de reparació d'automòbils i de material agrícola, 1 taller d'inspecció tècnica de vehicles, 1 autoescola, 17 paletes, 8 guixaires pintors, 7 fusteries, 2 lampisteries, 6 electricistes, 2 empreses de construcció, 3 perruqueries, 1 veterinari, 1 agència de treball temporal, 7 restaurants, 4 agències immobiliàries i 1 saló de bellesa.
Dels 8 establiments comercials que hi havia el 2009, 2 eren supermercats, 2 fleques, 2 peixateries, 1 una botiga de roba i 1 una floristeria.
L'any 2000 a Arvert hi havia 29 explotacions agrícoles que ocupaven un total de 663 hectàrees.

## Equipaments sanitaris i escolars
L'únic equipament sanitari que hi havia el 2009 era una farmàcia.
El 2009 hi havia 1 escola maternal i 1 escola elemental.

## Poblacions més properes
El següent diagrama mostra les poblacions més properes.